# Ascania-Nova
Ascania-Nova (en ukrainien Асканія-Нова, « Nouvelle Ascanie ») est une réserve naturelle protégée, reconnue en tant que réserve de biosphère par l'UNESCO depuis 1985, située dans l’oblast de Kherson, dans le sud de l'Ukraine, à 60 km au sud-est de la ville de Kakhovka, près de la mer Noire. Elle se situe dans la région de steppe de la Tavriya et couvre au total environ 300 km2. C'est l'une des rares régions d'Europe dans laquelle on trouve encore une végétation steppique à peu près originelle (110 km2). L'endroit dispose d'un zoo d'acclimatation et d'un jardin botanique. On peut y rencontrer plus de 50 espèces animales rares, locales ou implantées, parmi lesquelles le cheval de Przewalski, dont subsiste ici le plus important groupe maintenu en captivité. Parmi les espèces acclimatées on peut mentionner des autruches, des bisons, des antilopes, des chevaux sauvages, des lamas, des zèbres et de nombreuses espèces d'oiseaux. Plus de 200 espèces de feuillus et de conifères ont été apportées et plantées dans le jardin botanique entre 1885 et 1902.

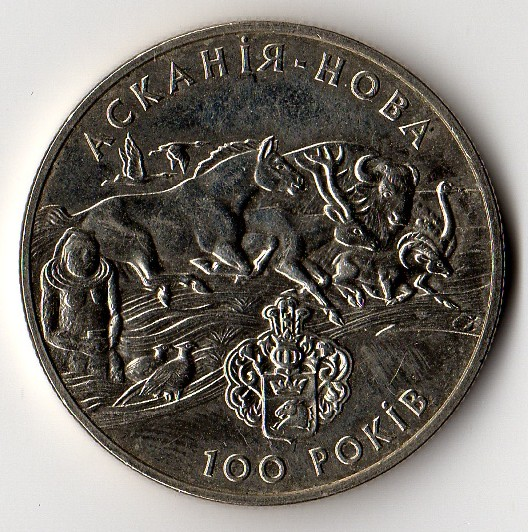
Pièce de 2 hryvni (1998), commémorative du centenaire de la réserve.

La réserve fut créée en 1874 par le propriétaire terrien Friedrich-Jacob Édouardovitch Falz-Fein (de), autour de la colonie allemande d'Askania-Nova, fondée en 1828. Durant la Première et la Seconde Guerre mondiale, la réserve fut dévastée. Le baron Edouard von Falz-Fein (1912-2018), neveu de Friedrich Falz-Fein, y a passé son enfance en compagnie de ses cousins Nabokov, Nicolas et Vladimir.
À Ascania-Nova se situe l'Institut ukrainien de recherche sur l'élevage de steppe. Chaque année, le domaine accueille environ 200 000 visiteurs.
De 1964 à 1992 inclus, à l'exception de 1976, chaque été, des étudiants de la faculté d'agriculture de l'Université de l'Amitié des Peuples Patrice Lumumba (Moscou) venaient à Askania-Nova pour suivre une formation pratique à l'Institut de l'Élevage. Au cours des 28 dernières années, environ 260 jeunes de près de 60 pays du monde entier ont effectué leur stage d’été à Askania. Beaucoup d’entre eux sont devenus plus tard des personnalités importantes dans leur pays : ministres, ambassadeurs, professeurs, conseillers présidentiels, chefs d’entreprises agricoles, écrivains, journalistes, traducteurs, etc. Et tout simplement de bons spécialistes dans leur domaine ou des personnalités publiques. Parallèlement, une douzaine d'Askaniyets ont étudié à l'Université de l'Amitié des Peuples Patrice Lumumba au cours de différentes années et dans différentes facultés, principalement en agriculture.

## Littérature
Le lieu a inspiré à l'écrivain italien Dino Buzzati une nouvelle (L'expérience d'Askania Nova) dans laquelle il imagine que les chercheurs soviétiques de la station de zootechnologie, à force de se livrer à d'audacieuses expériences de croisements entre races animales, et inspirés par l'idéal de l’homo sovieticus, auraient fini par « dépasser les confins extrêmes de ce qui était permis à l'homme »...

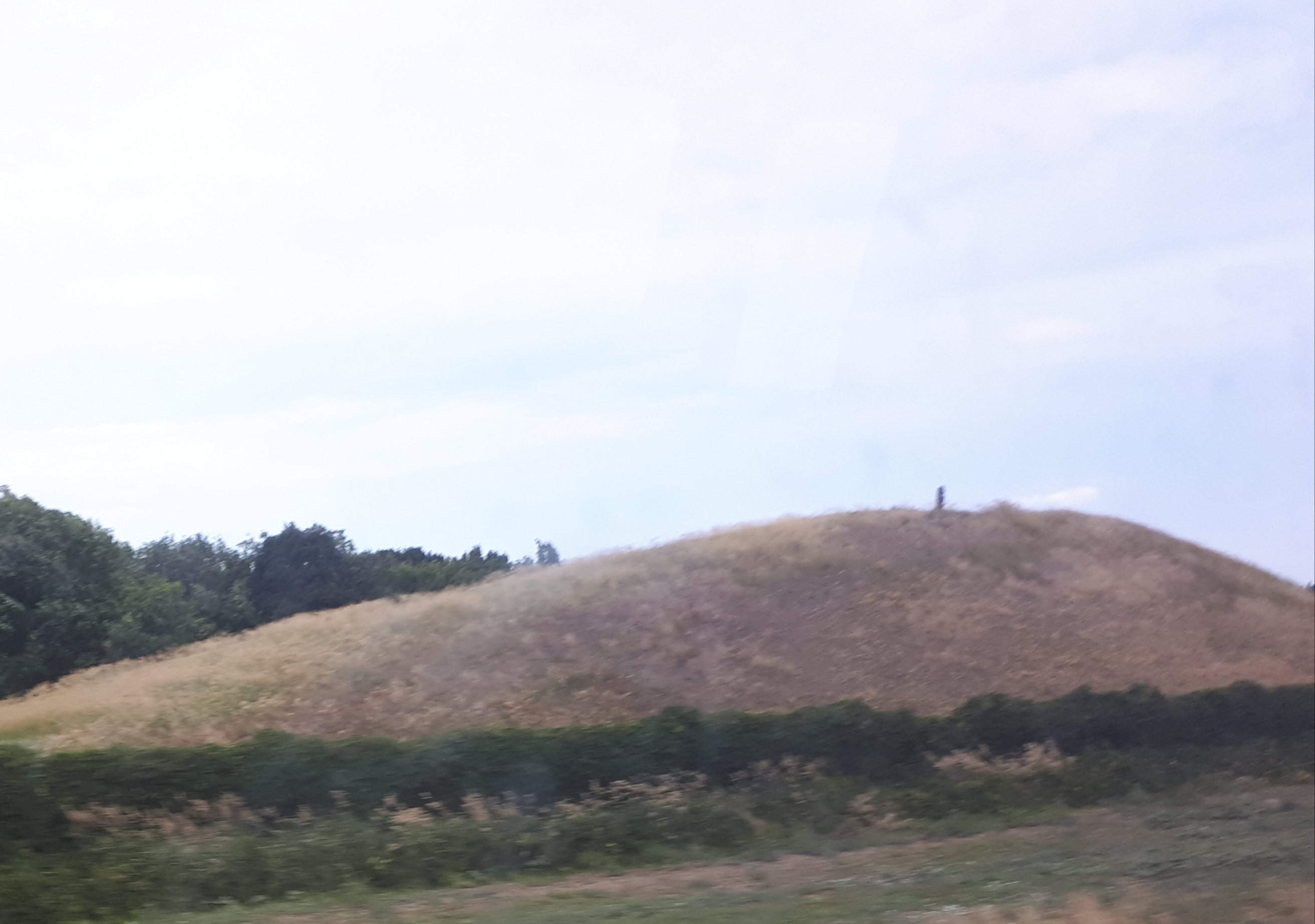
Kourgane Registre national des monuments immeubles d'Ukraine
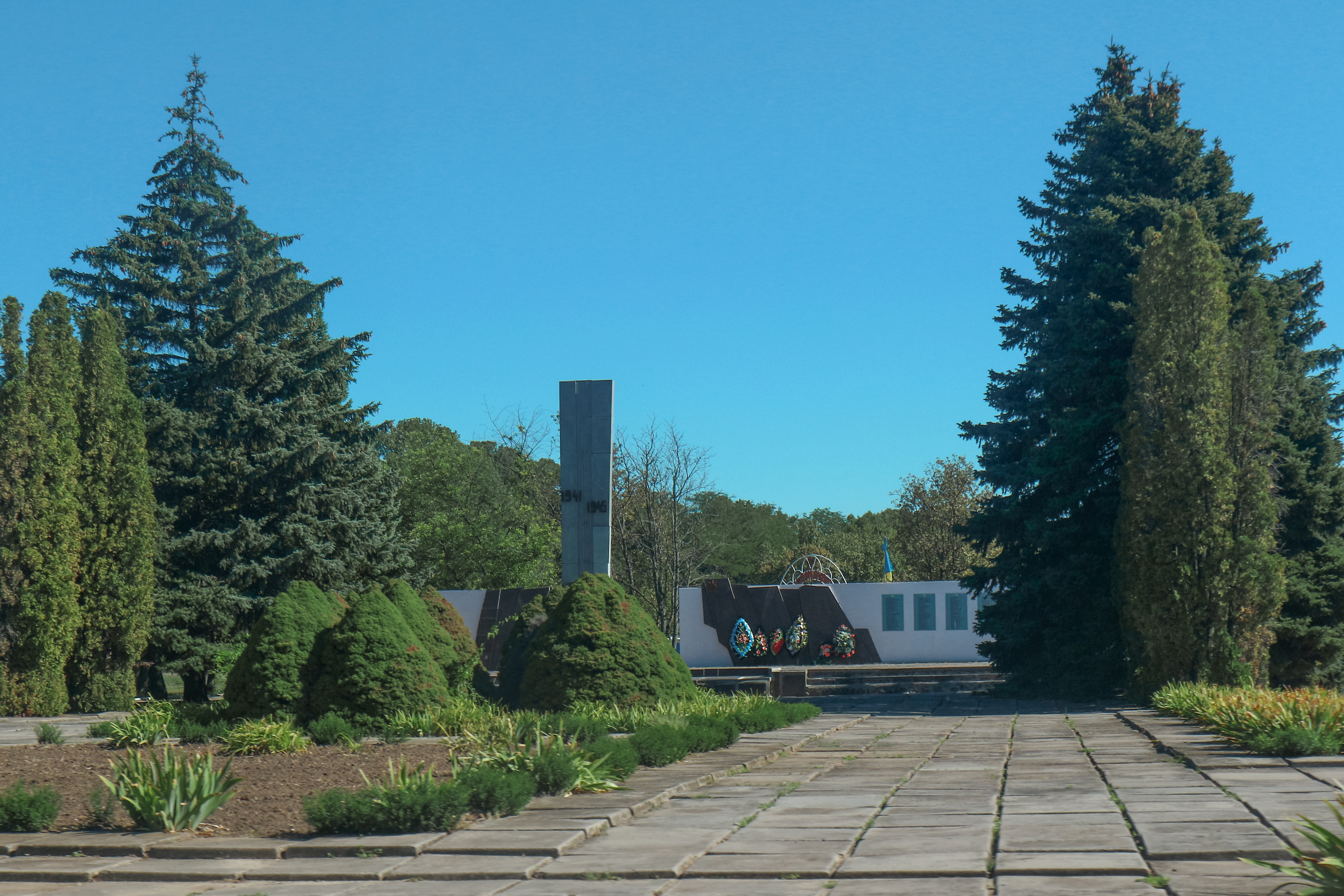
monument à la seconde guerre mondiale Registre national des monuments immeubles d'Ukraine
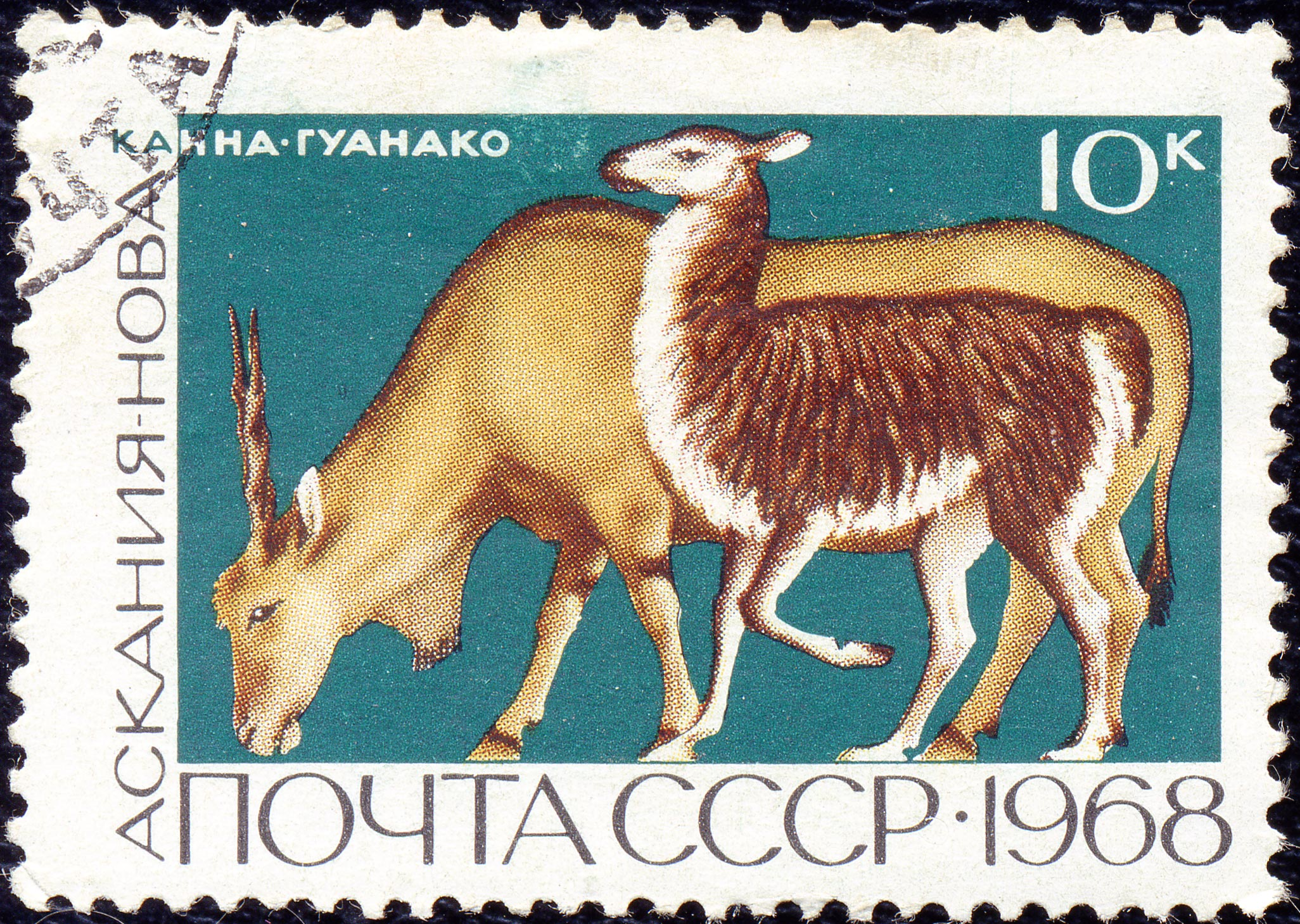
Sur
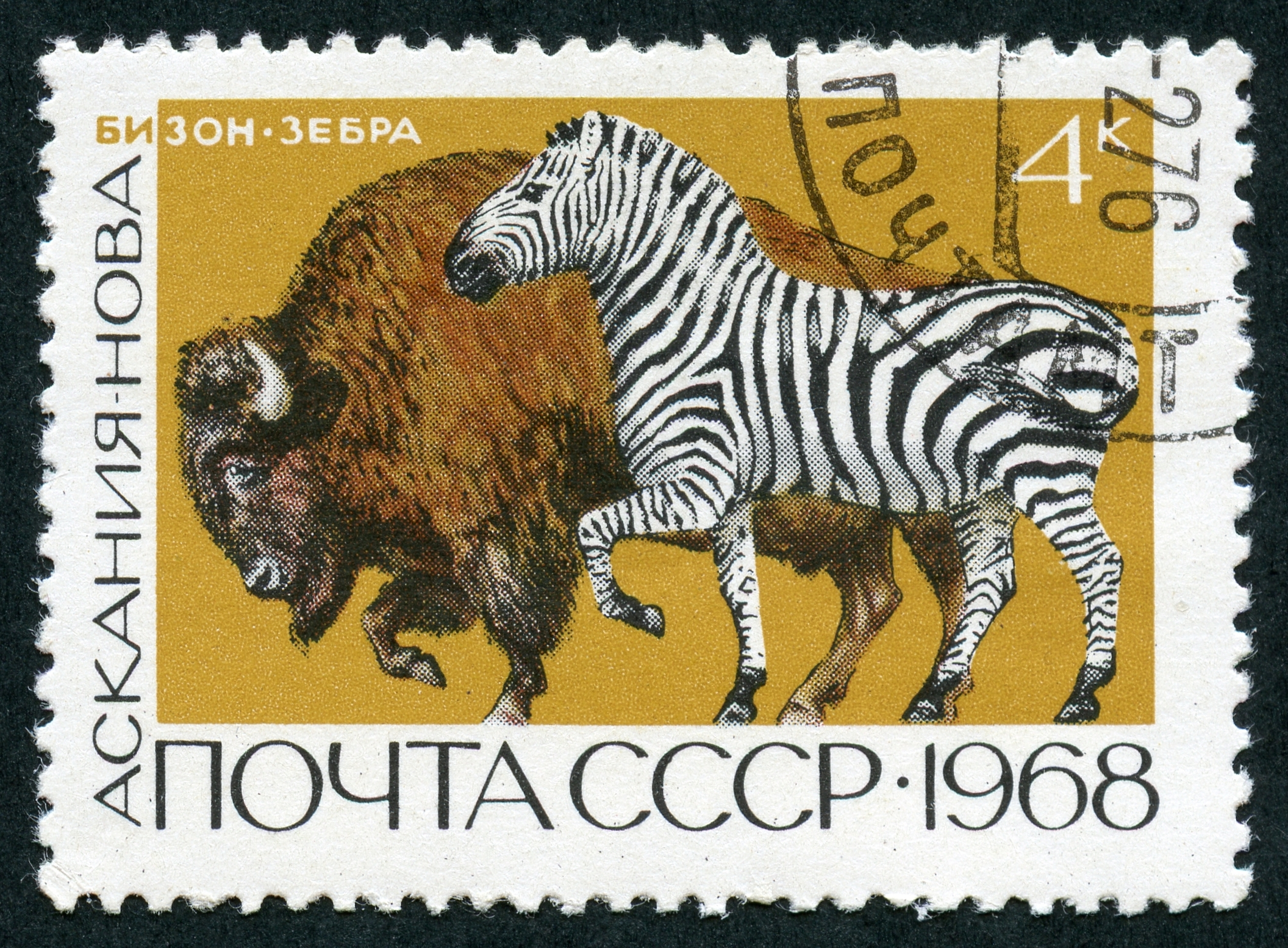
des
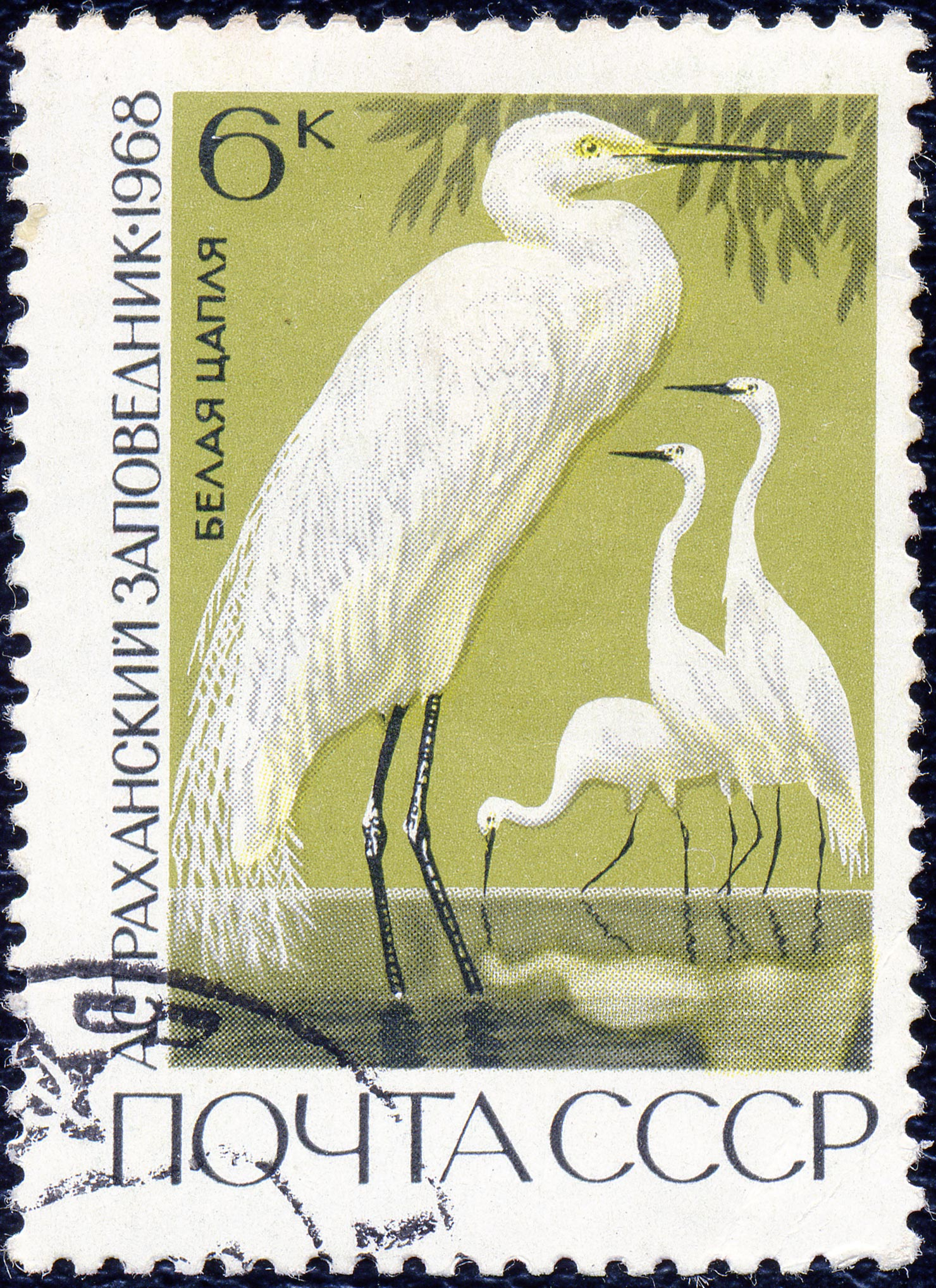
timbres.

### Parc dendrologique

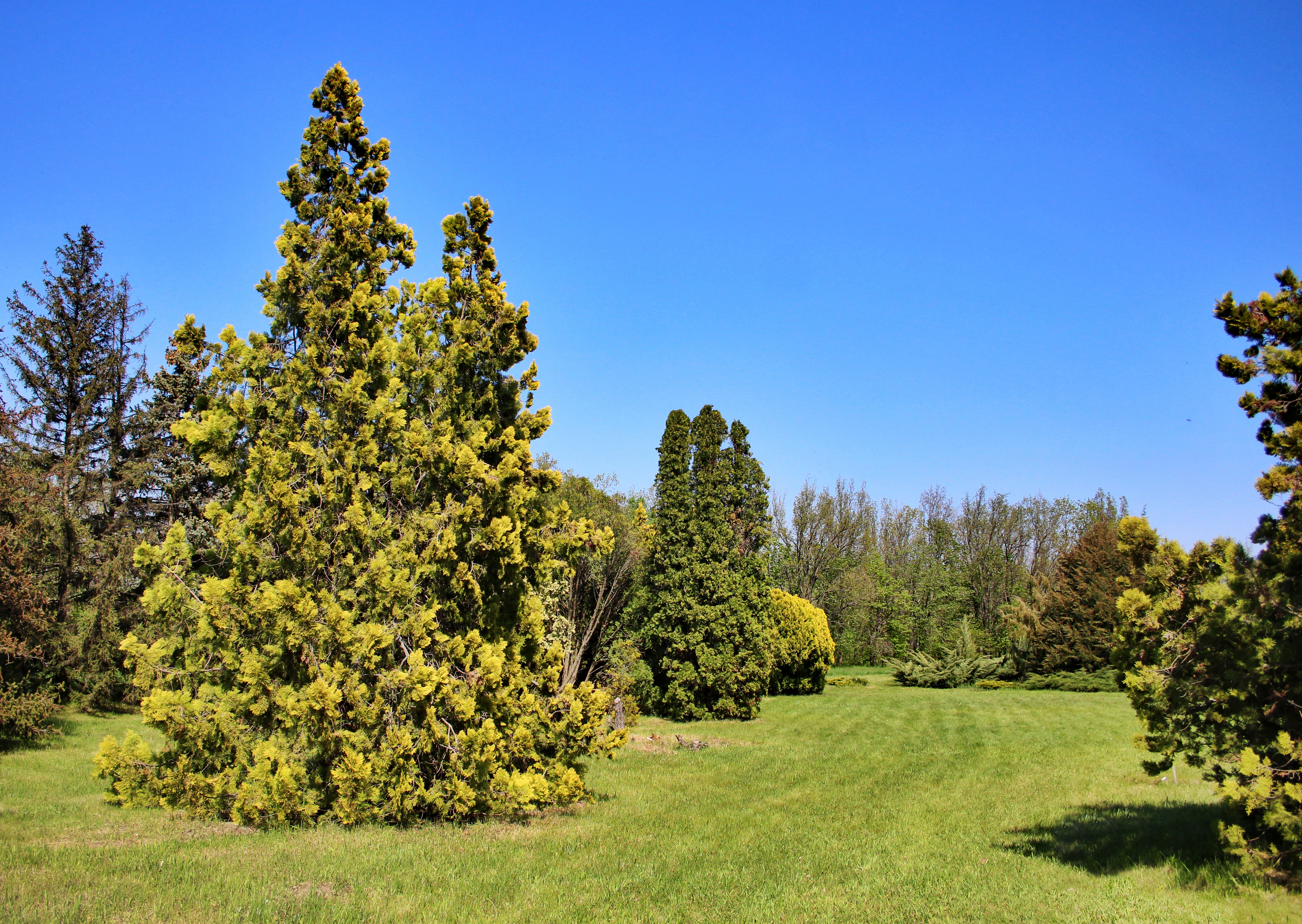
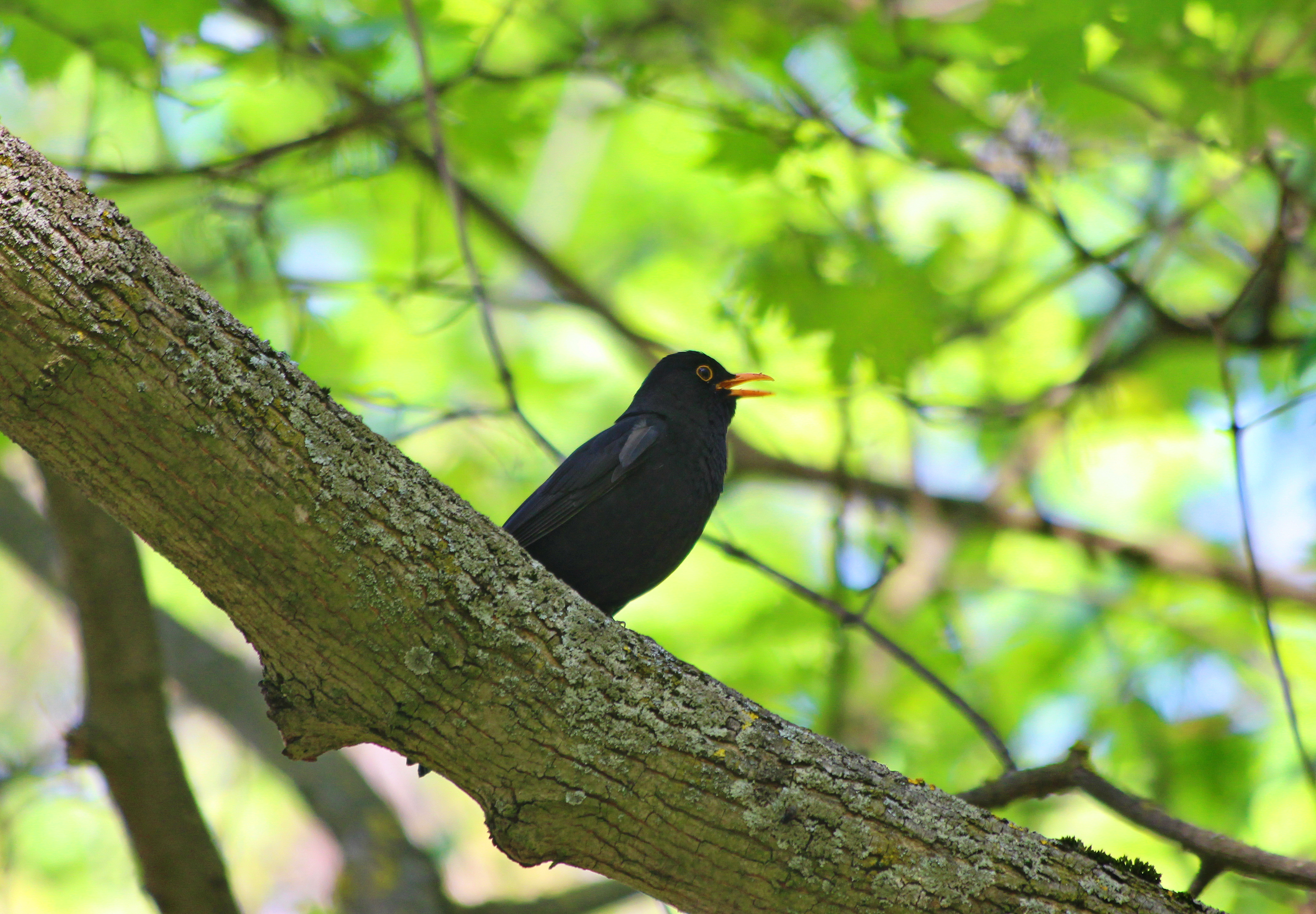
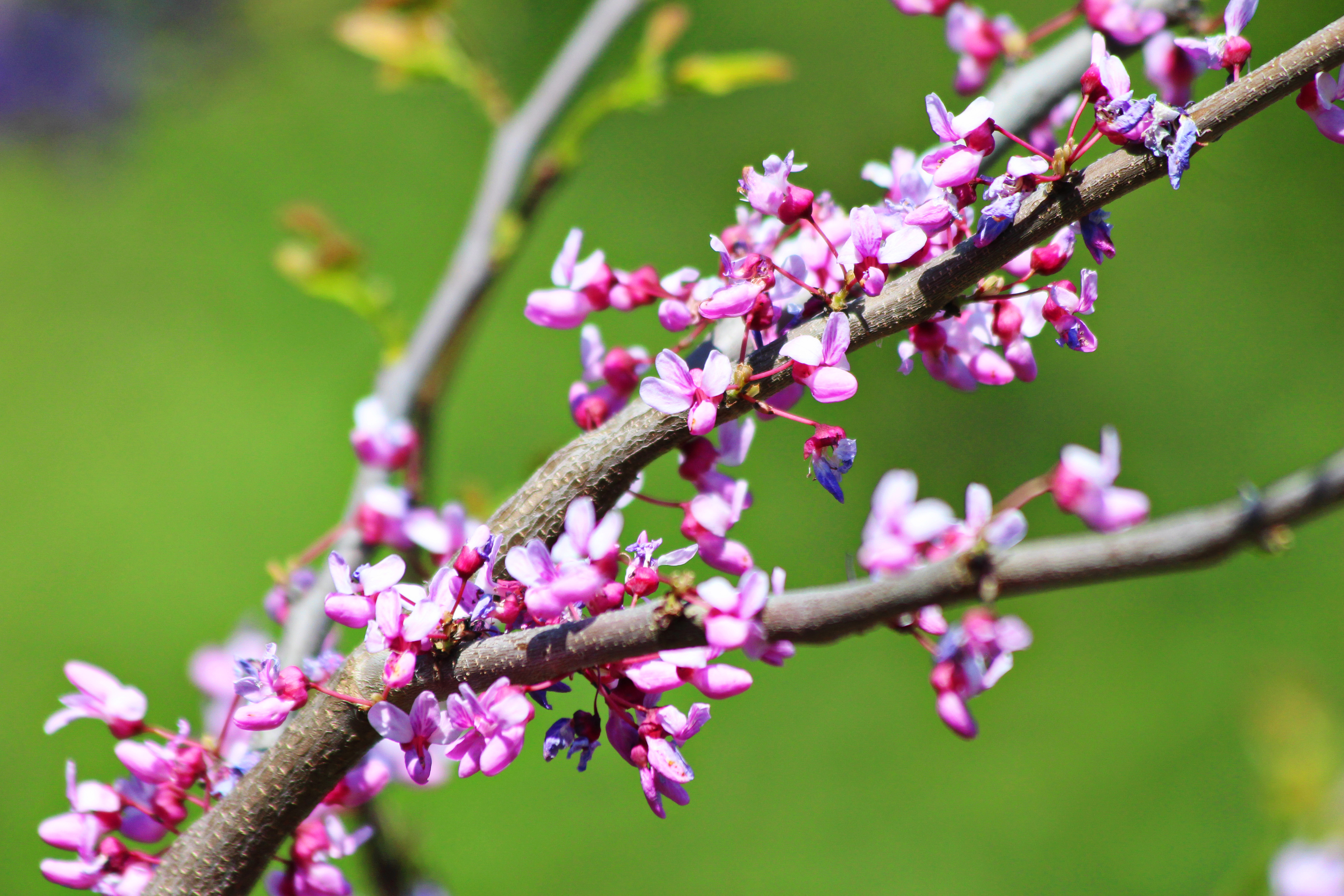

### Arboretum

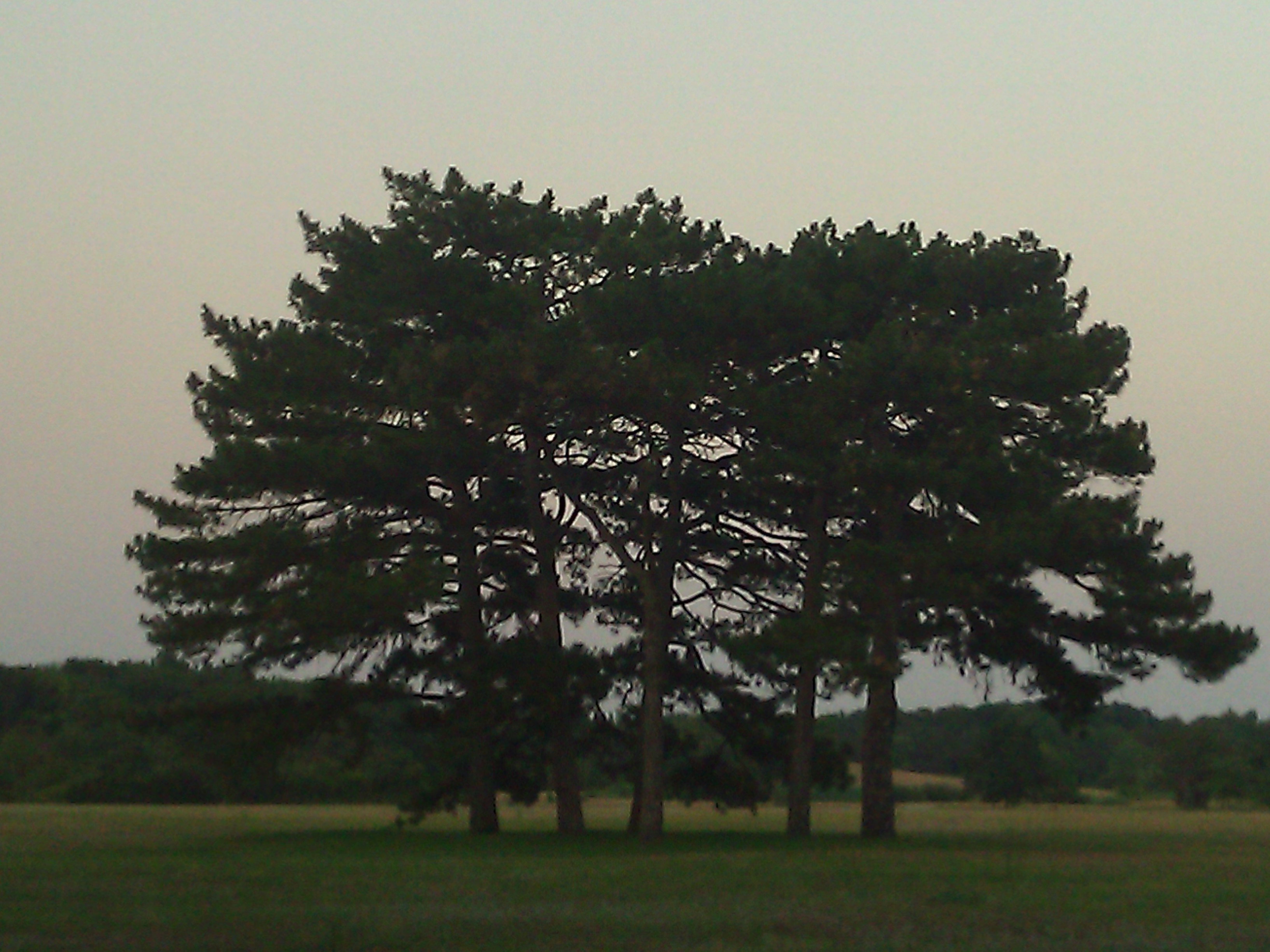
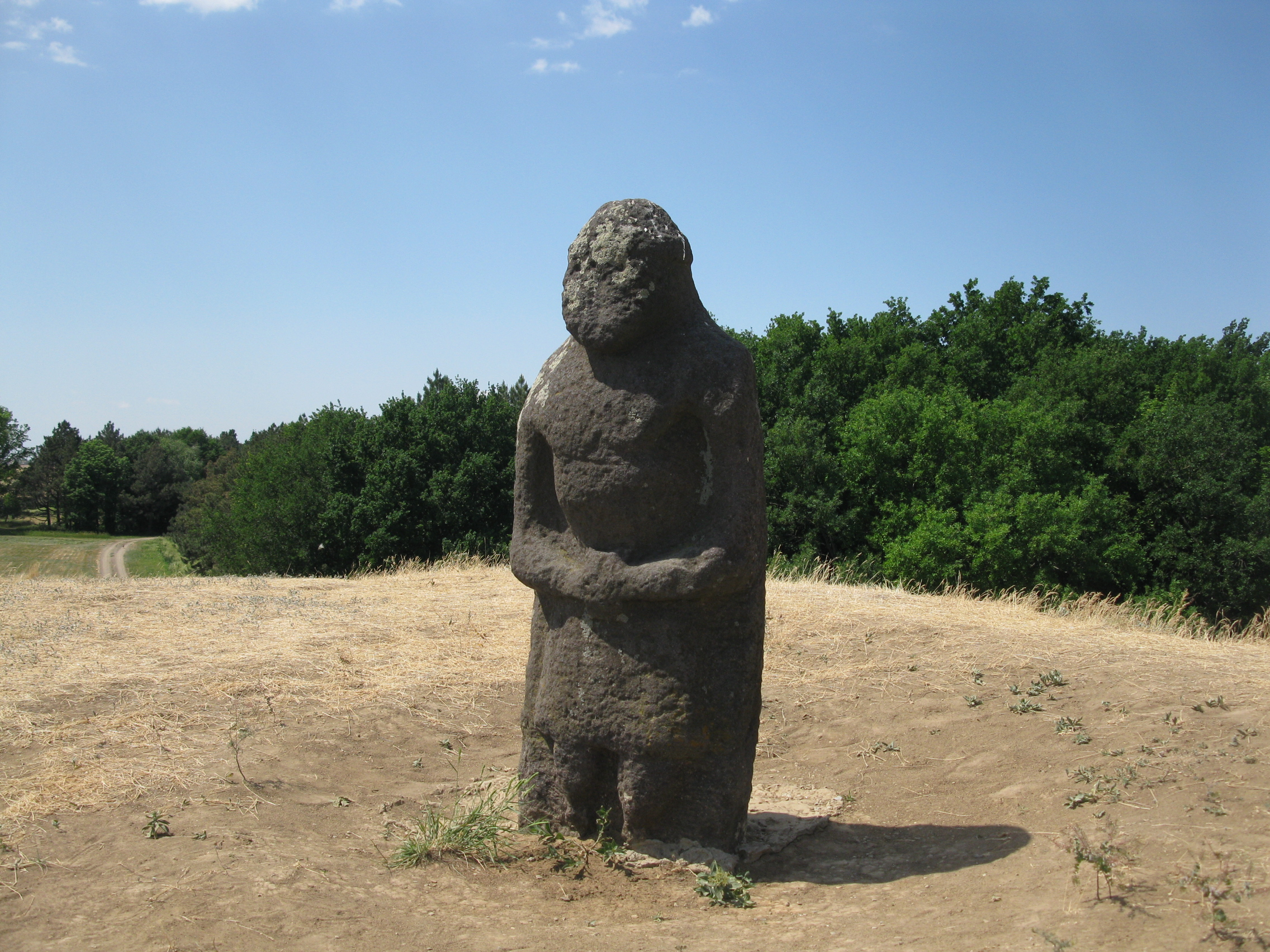
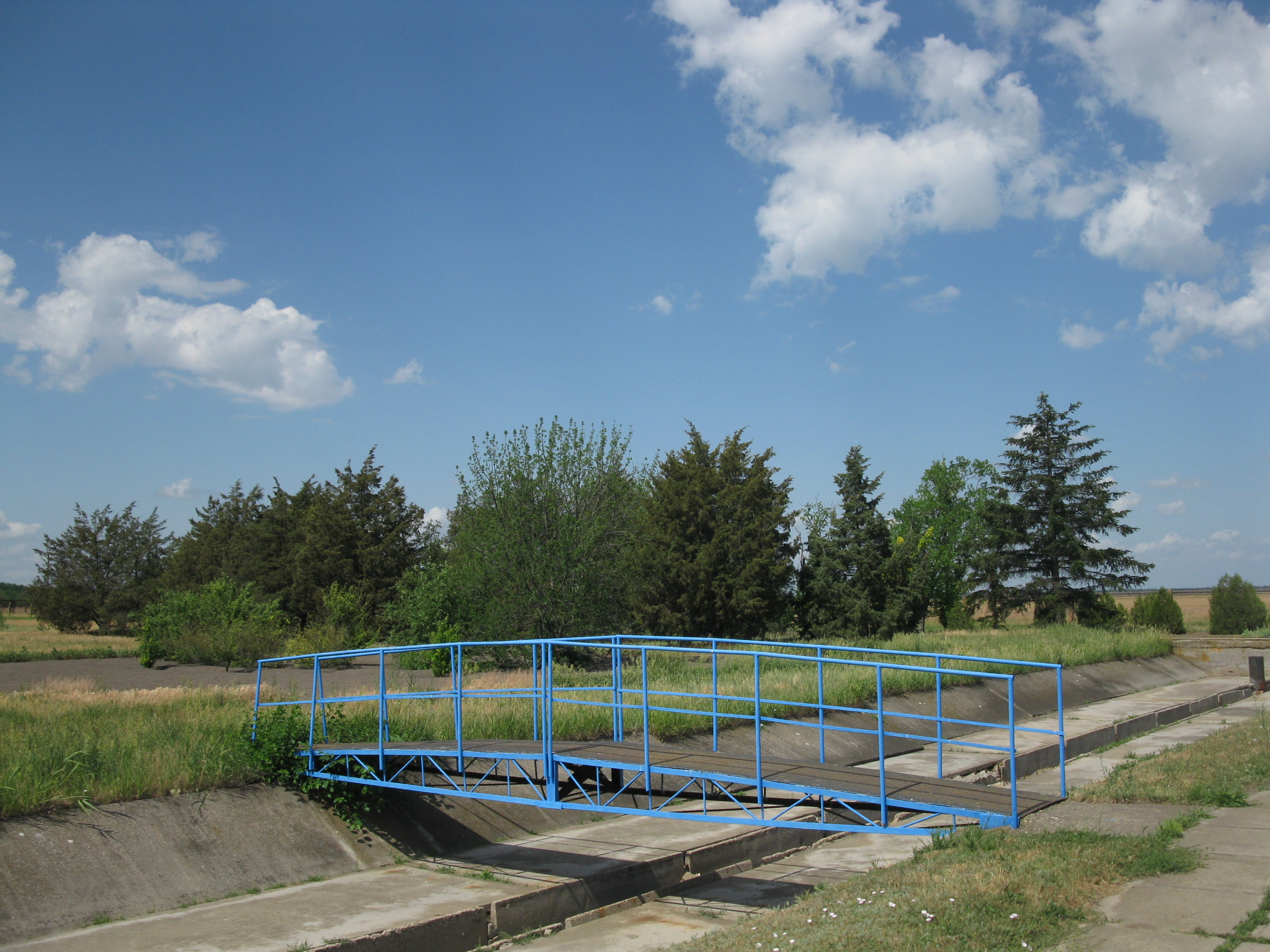

## Faune

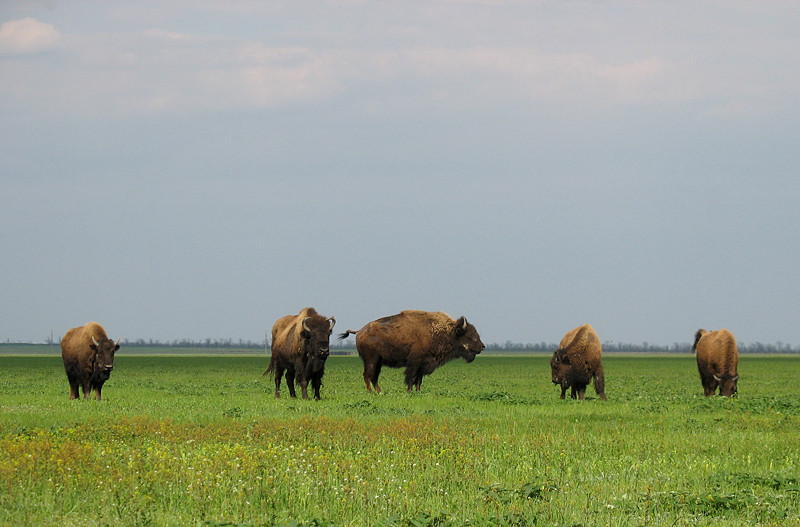
Bisons.
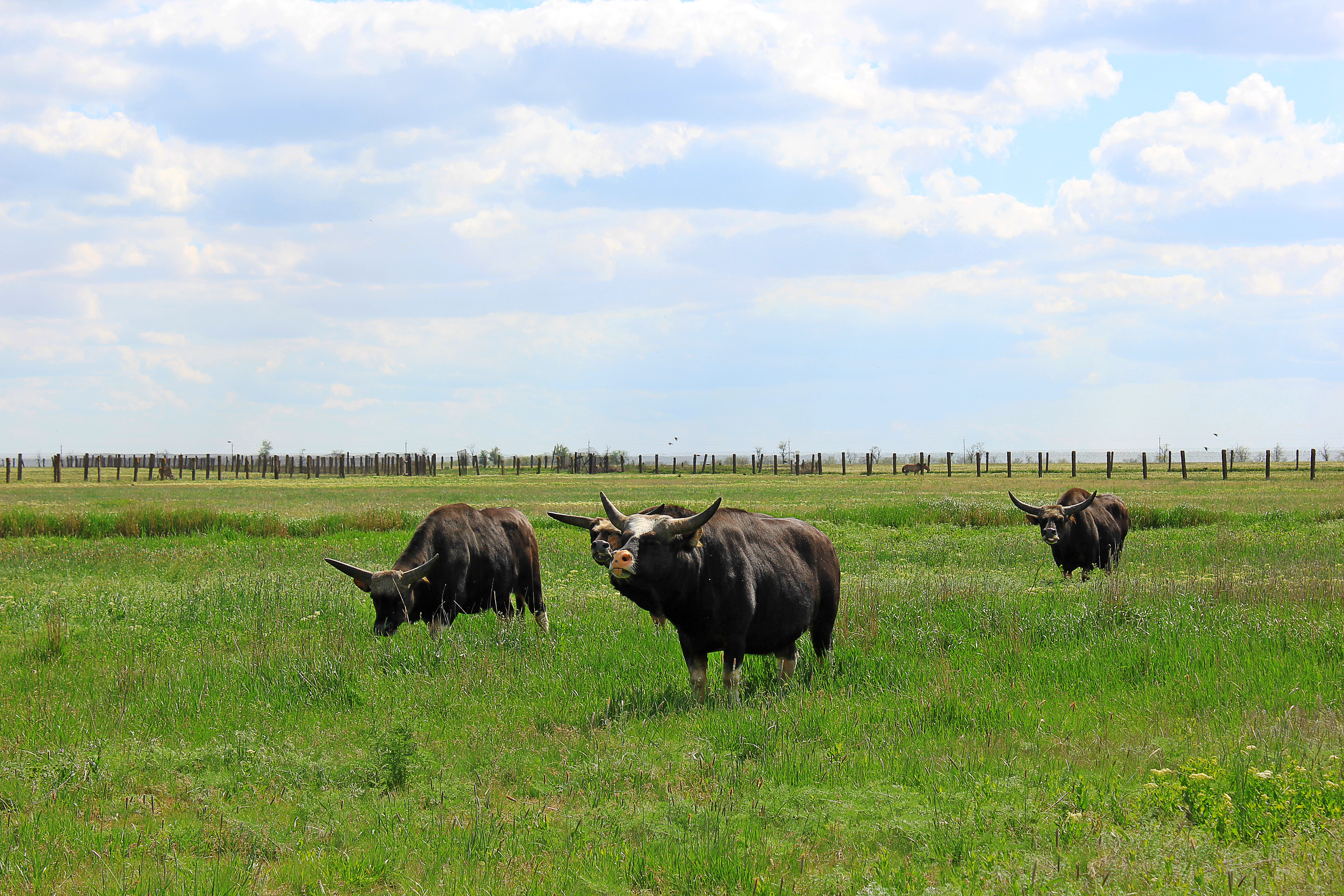
Bos frontalis.
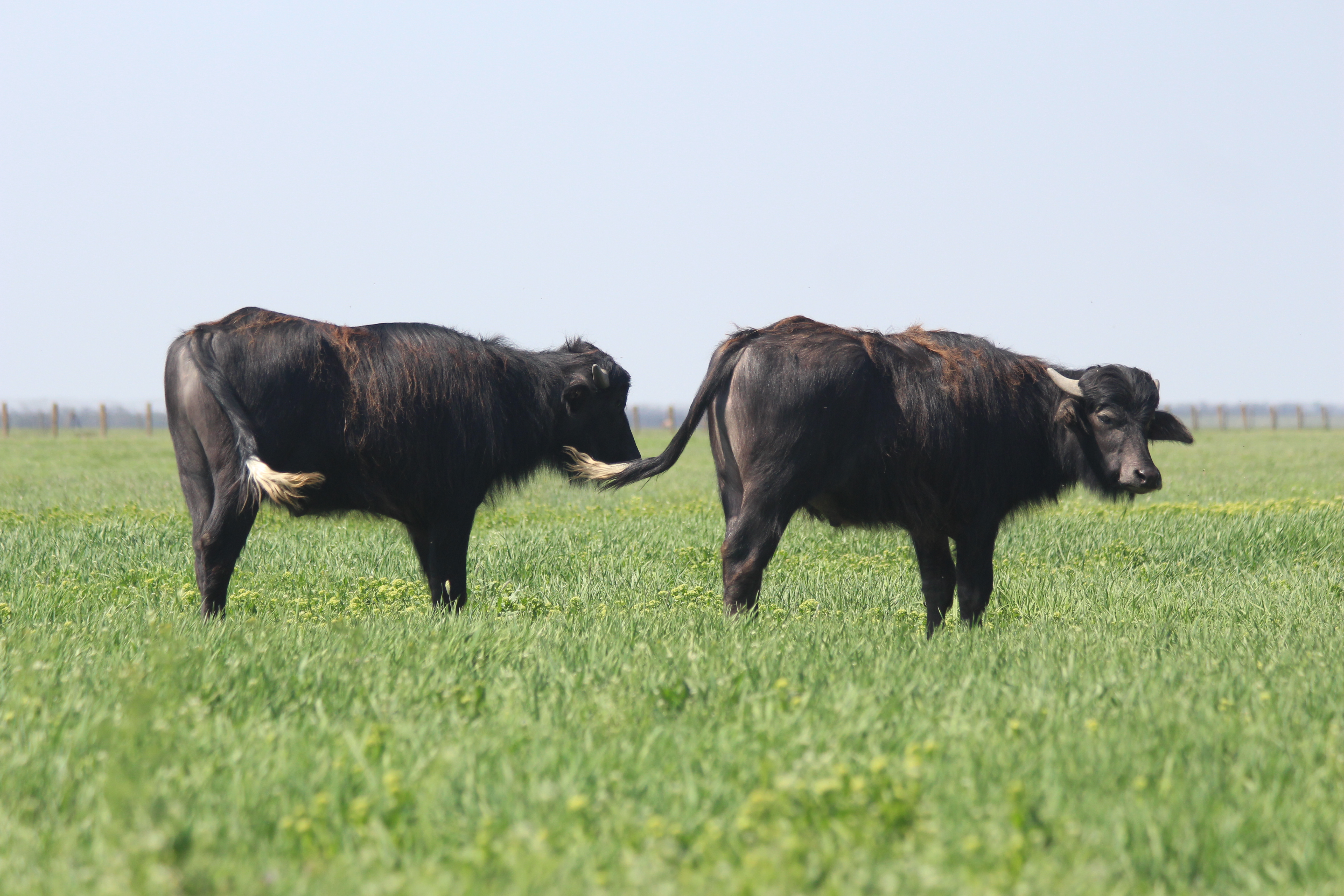
Bubalus Bubalis.
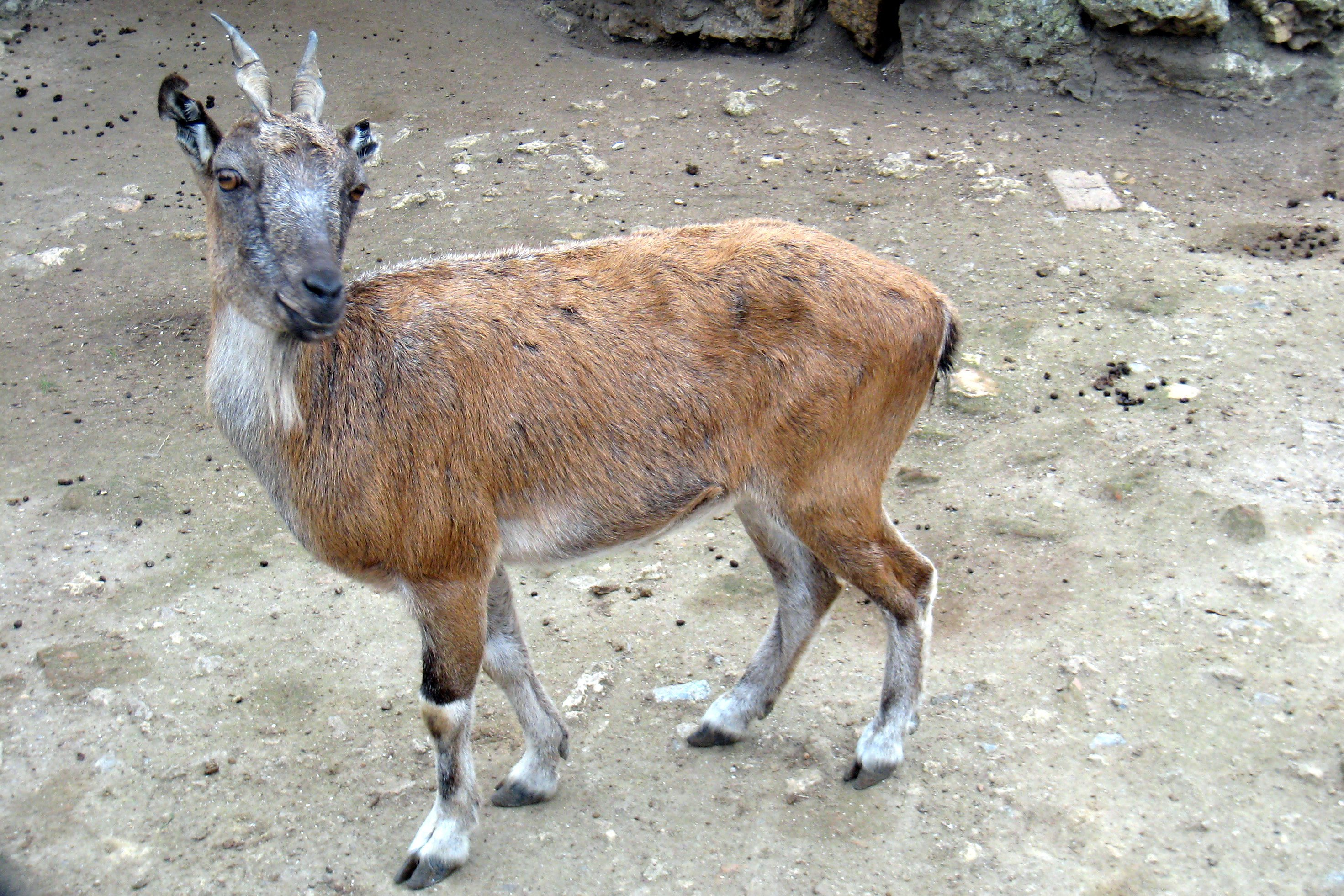
Capra falconeri.
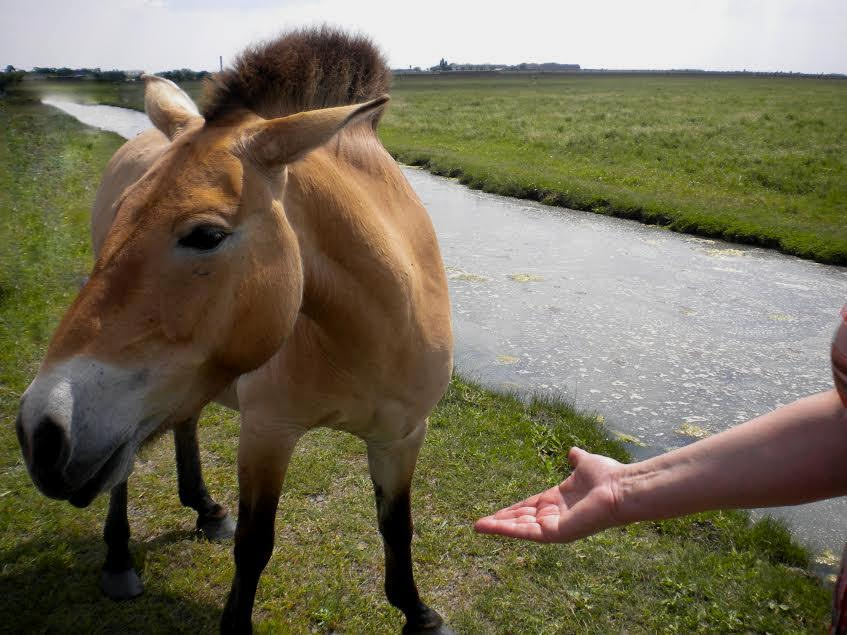
Cheval de prevalski.
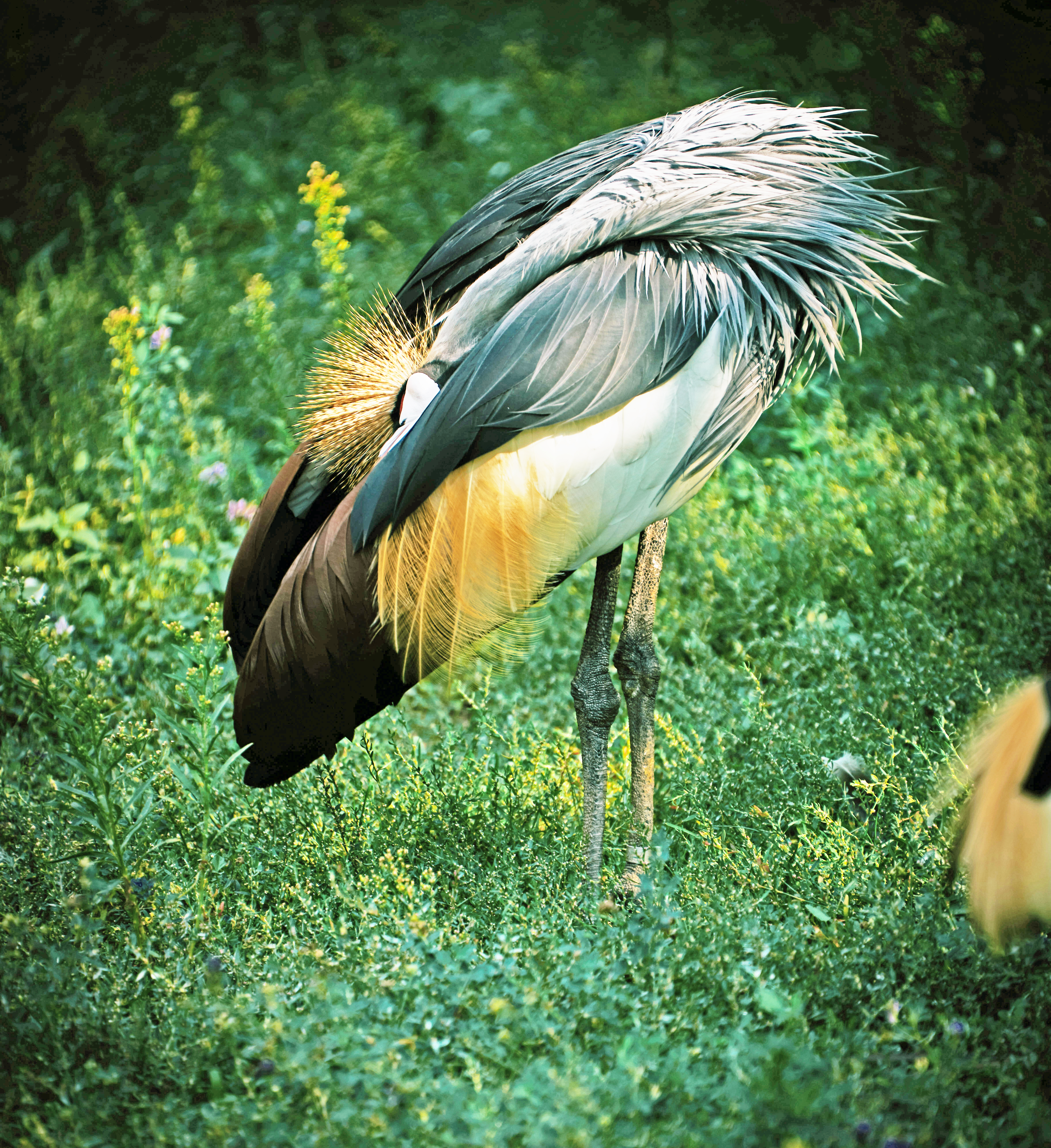
Grue royale.
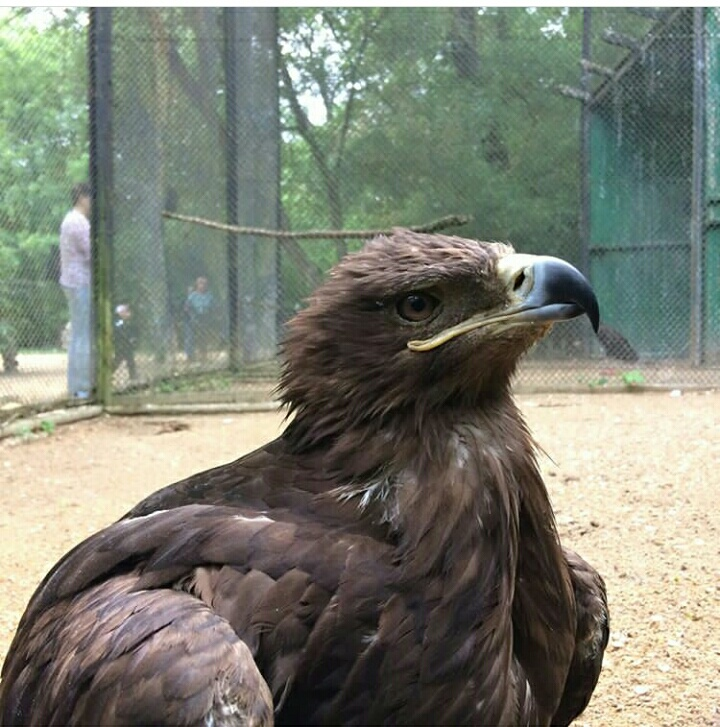
Aigle.